# Litostilbus testaceum
Litostilbus testaceum is een keversoort uit de familie glanzende bloemkevers (Phalacridae). De wetenschappelijke naam van de soort werd in 1792 gepubliceerd door Johann Christian Fabricius.